# Pandanus taveuniensis
Pandanus taveuniensis là một loài thực vật thuộc họ Pandanaceae. Đây là loài đặc hữu của Fiji.